# Binsenschmuckzikade

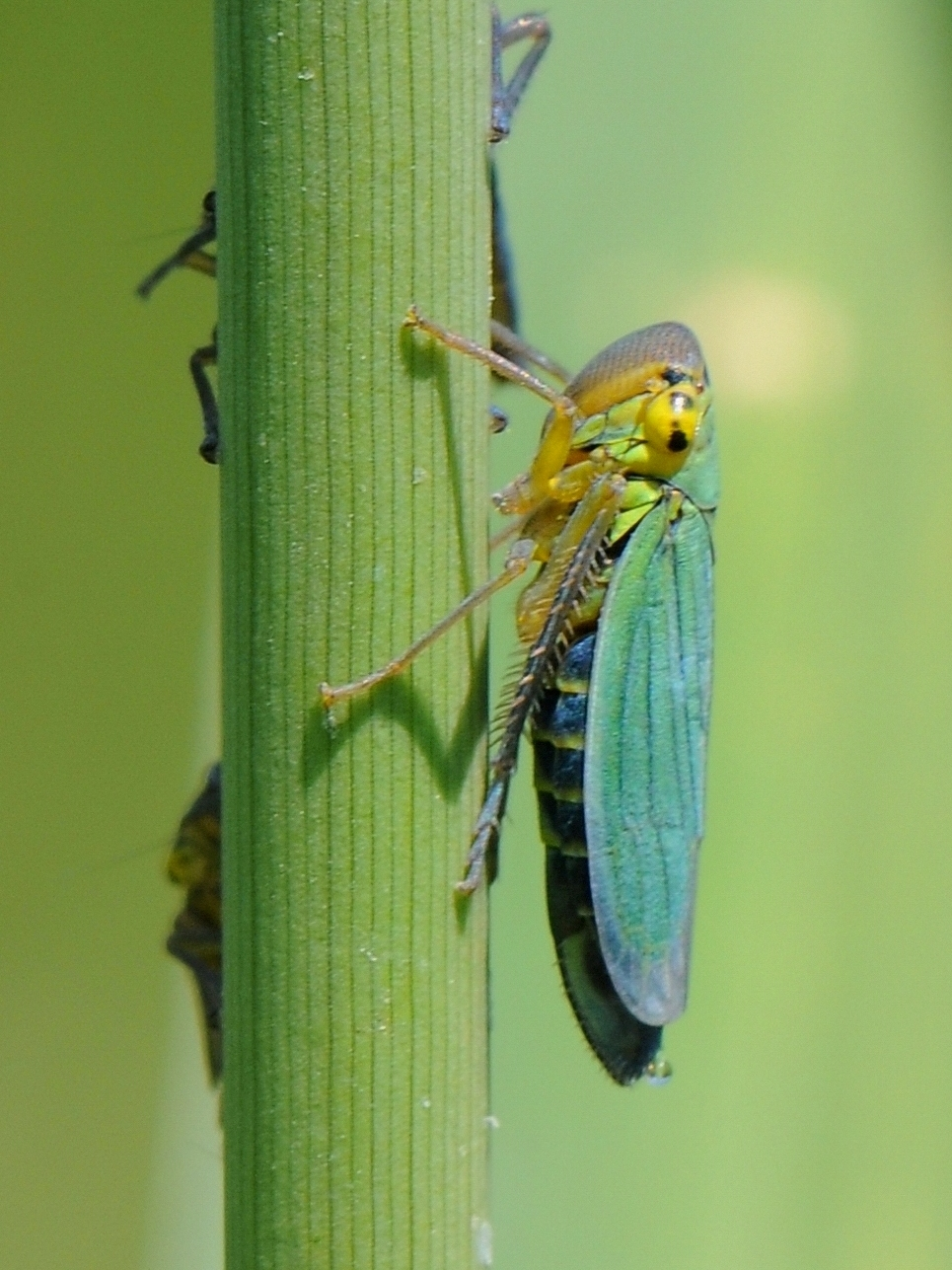
Binsenschmuckzikade (Cicadella viridis), Weibchen

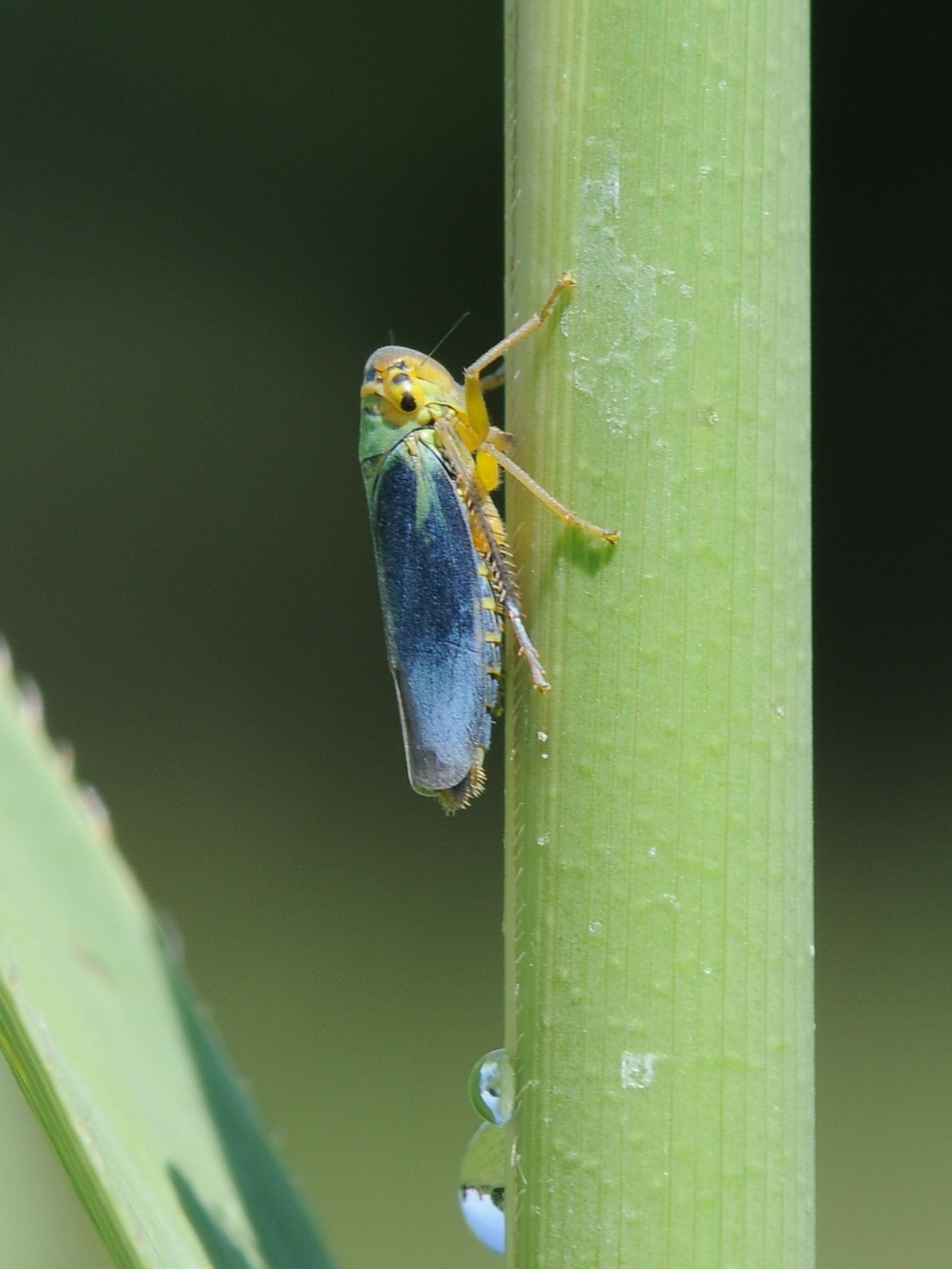
Binsenschmuckzikade (Cicadella viridis), Männchen

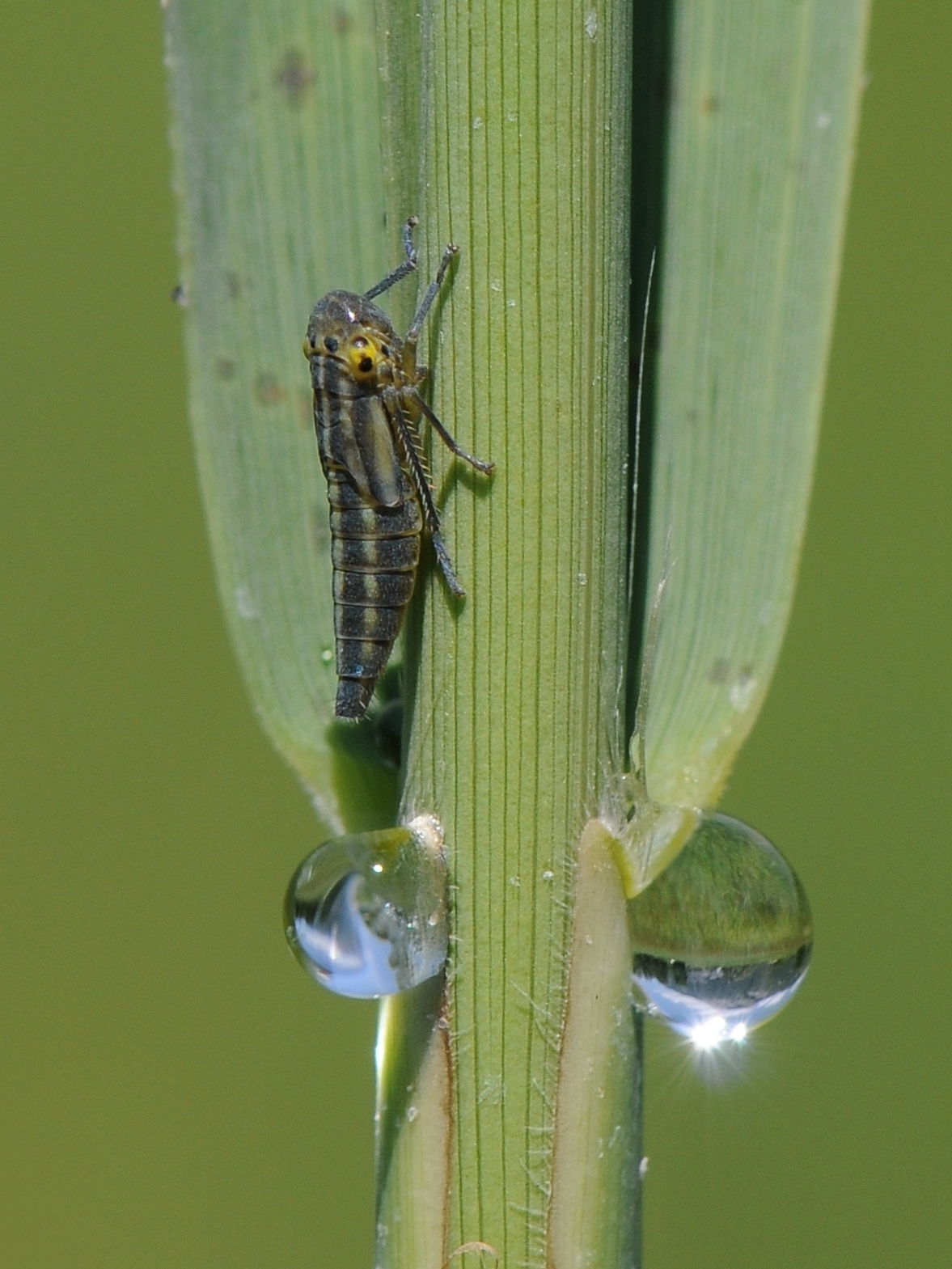
Larve einer Binsenschmuckzikade

Die Binsenschmuckzikade (Cicadella viridis, Syn.: Tettigella viridis), auch Grüne Zwergzikade oder Grüne Schmuckzikade genannt, ist eine Rundkopfzikade aus der Familie der Zwergzikaden (Cicadellidae) innerhalb der Ordnung der Schnabelkerfe (Hemiptera). Die lebhaft grünen bis blaugrünen Insekten sind besonders an warmen Tagen vor allem in den Monaten Juni und Juli sehr bewegungsaktiv und in Feuchtwiesen und anderen nassen Lebensräumen mit einem hohen Anteil an Binsen (Juncus) meist in hoher Zahl anzutreffen.

## Merkmale
Die Geschlechter der Binsenschmuckzikaden sind verschieden gefärbt (Sexualdimorphismus). Während die Weibchen immer einfarbig blaugrün sind, sind die Vorderflügel der Männchen überwiegend heidelbeerblau, zuweilen auch blauschwarz getönt. Die Tiere sind mittelgroß und erreichen Körperlängen zwischen 5,7 und 9 Millimeter, wobei die Weibchen deutlich größer werden als die Männchen. Der Körperumriss ist länglich gedrungen. Kennzeichnend ist ein blasig vorgewölbter Kopf und ein fein schwarz-gelb quergestreiftes Gesicht. Auffällig sind zudem zwei große, vieleckige und schwarze Flecken auf dem gelbgrünen Scheitel zwischen den Komplexaugen. Die Fühler sind kurz und bestehen aus zwei kräftigen Grundgliedern und einer hauchdünnen Geißel. Die Larven sind gelblich und tragen braune Längsstreifen vom Kopf bis zum Hinterleibsende.
Die sehr ähnliche Sumpfschmuckzikade (Cicadella lasiocarpae) ist seltener und im Körperbau deutlich schlanker. Es bestehen bei dieser Art keine Farbunterschiede zwischen den Geschlechtern. Die Grünfärbung ist kräftiger und gelblicher als bei der Binsenschmuckzikade und die zentralen Scheitelflecken sind meist kleiner und rundlicher.

## Verbreitung und Lebensraum
Die Binsenschmuckzikade weist eine paläarktische Verbreitung auf, sie kommt von Europa bis Sibirien, im Süden bis nach Nordafrika vor. Sie lebt in verschiedenen Feuchtbiotopen wie Feuchtwiesen, Sümpfen, Zwischenmooren, Hochmoorrändern und Waldsäumen. Zuweilen besiedelt sie auch trockenere Habitate.

## Lebensweise
Die Tiere ernähren sich von Pflanzensäften, die sie mit ihren speziell gebauten, stechend-saugenden Mundwerkzeugen aufnehmen. Sie sind polyphag, das heißt, sie nutzen eine Vielzahl verschiedener Pflanzenarten als Nahrung. Sie nutzen den in der Pflanze aufsteigenden Xylem-Saft vorwiegend von Binsen (Juncaceae), Seggen (Cyperaceae) und Süßgräsern (Poaceae).
Die Binsenschmuckzikaden sind hemimetabol, das heißt, dass die Entwicklung der Larven direkt verläuft. Sie und die erwachsenen Tiere besitzen prinzipiell dieselbe Körperstruktur. Mit zunehmendem Alter bilden und vergrößern sich die Anlagen für die Flügel und Genitalarmatur. Die Tiere durchlaufen fünf Larvenstadien. Sie bilden in Zentraleuropa ein bis zwei Generationen, im Süden ihres Verbreitungsgebietes auch drei und mehr Generationen im Jahr. Sie überwintern im Eistadium. Erwachsene Tiere erscheinen in wärmeren Regionen ab Anfang Mai, in kälteren Gebieten ab Anfang Juli. Sie sind bis etwa Mitte Oktober zu finden.